# سامتر
سامتر (به انگلیسی: Samthar) یک منطقهٔ مسکونی در هند است که در بخش ژانسی واقع شده‌است. سامتر ۲۰٬۲۲۷ نفر جمعیت دارد.